# Листья (масть)
Листья (нем. Laub, Gras, Blatt, Grün) — вторая из четырёх по силе карточных мастей в немецкой колоде в игре скат, в преферансе последняя по значимости.
Кроме Германии, эта масть также используется в Австрии, Венгрии, Словакии, Словении, Хорватии и в отдельных районах Чехии.
Листы соответствуют пикам во французской колоде.